# Placówka Straży Celnej „Szenfeld”

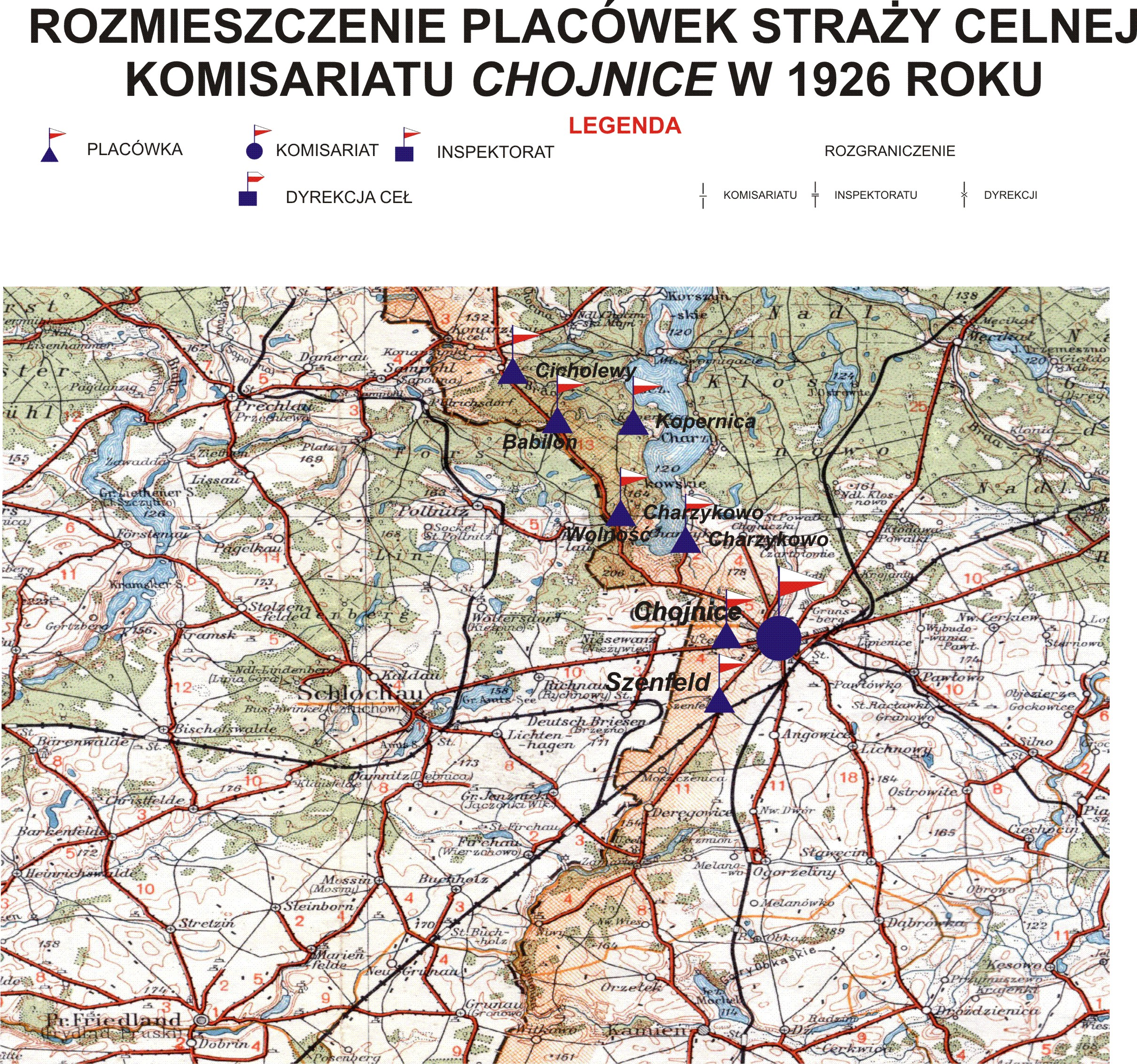
Rozmieszczenie placówek Straży Celnej Komisariatu Chojnice

Placówka Straży Celnej „Szenfeld” – jednostka organizacyjna Straży Celnej pełniąca w okresie międzywojennym służbę ochronną na granicy polsko-niemieckiej.

## Formowanie i zmiany organizacyjne
Na wniosek Ministerstwa Skarbu, uchwałą z 10 marca 1920 roku, powołano do życia Straż Celną. Jednostki Straży Celnej rozpoczęły przejmowanie odcinków granicy od pododdziałów Batalionów Celnych. W 1921 roku w Charzykowie i Jerzmionkach stacjonował sztab 3 kompanii 20 batalionu celnego. Kompania wystawiała między innymi placówkę w Szenfeldzie. Proces tworzenia Straży Celnej trwał do końca 1922 roku. Placówka Straży Celnej „Szenfeld” weszła w podporządkowanie komisariatu Straży Celnej „Chojnice” z Inspektoratu SC „Chojnice”.
W drugiej połowie 1927 roku przystąpiono do gruntownej reorganizacji Straży Celnej. W praktyce skutkowało to rozwiązaniem tej formacji granicznej. Ochronę północnej, zachodniej i południowej granicy państwa przejęła powołana z dniem 2 kwietnia 1928 roku Straż Graniczna.
Rozkazem nr 2 z 19 kwietnia 1928 roku w sprawie organizacji Pomorskiego Inspektoratu Okręgowego dowódca Straży Granicznej gen. bryg. Stefan Pasławski określił strukturę organizacyjną komisariatu SG „Chojnice”. Placówka Straży Granicznej I linii „Szenfeld” znalazła się w jego strukturze.

## Funkcjonariusze placówki
Kierownicy placówki
| stopień    | imię i nazwisko, numer  | okres pełnienia służby | kolejne stanowisko |
| ---------- | ----------------------- | ---------------------- | ------------------ |
| przodownik | Ignacy Bogałecki (1512) | był w 1926             |                    |

Obsada personalna placówki w 1926:
- przodownik Ignacy Bogałecki (1512)
- starszy strażnik Zenon Komorowski (2861)
- starszy strażnik Stanisław Smok (2078)
- strażnik Bolesław Cichoracki (947)
- strażnik Franciszek Steinke (864)
- strażnik Władysław Galiński (284)
- strażnik Jan Walendowski (926)
- strażnik Józef Owczarzak (761)
- strażnik Marceli Spych (994)
- strażnik Kazimierz Zelewski (2150)
- strażnik Jakub Wesołowski (2129)
- strażnik Władysław Wyrwała (2141)
- strażnik Ignacy Mykaj (2020)
- strażnik Jan Stypczyński (2102)
- strażnik Józef Niemier (2018)
- strażnik Bernard Lubomski (1900)
- strażnik Michał Nowak (3199)